# Seconda conferenza di Québec

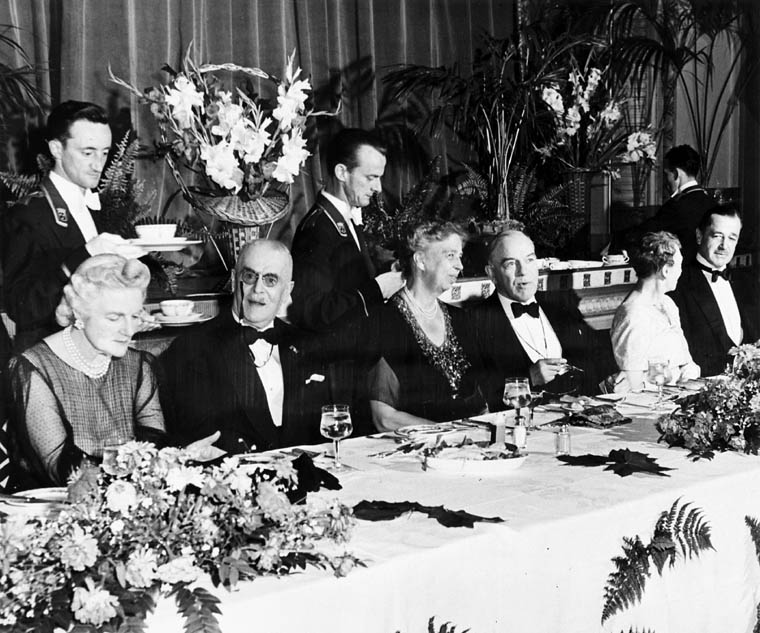
Il ricevimento offerto dal Primo Ministro canadese alla Seconda conferenza di Quebec

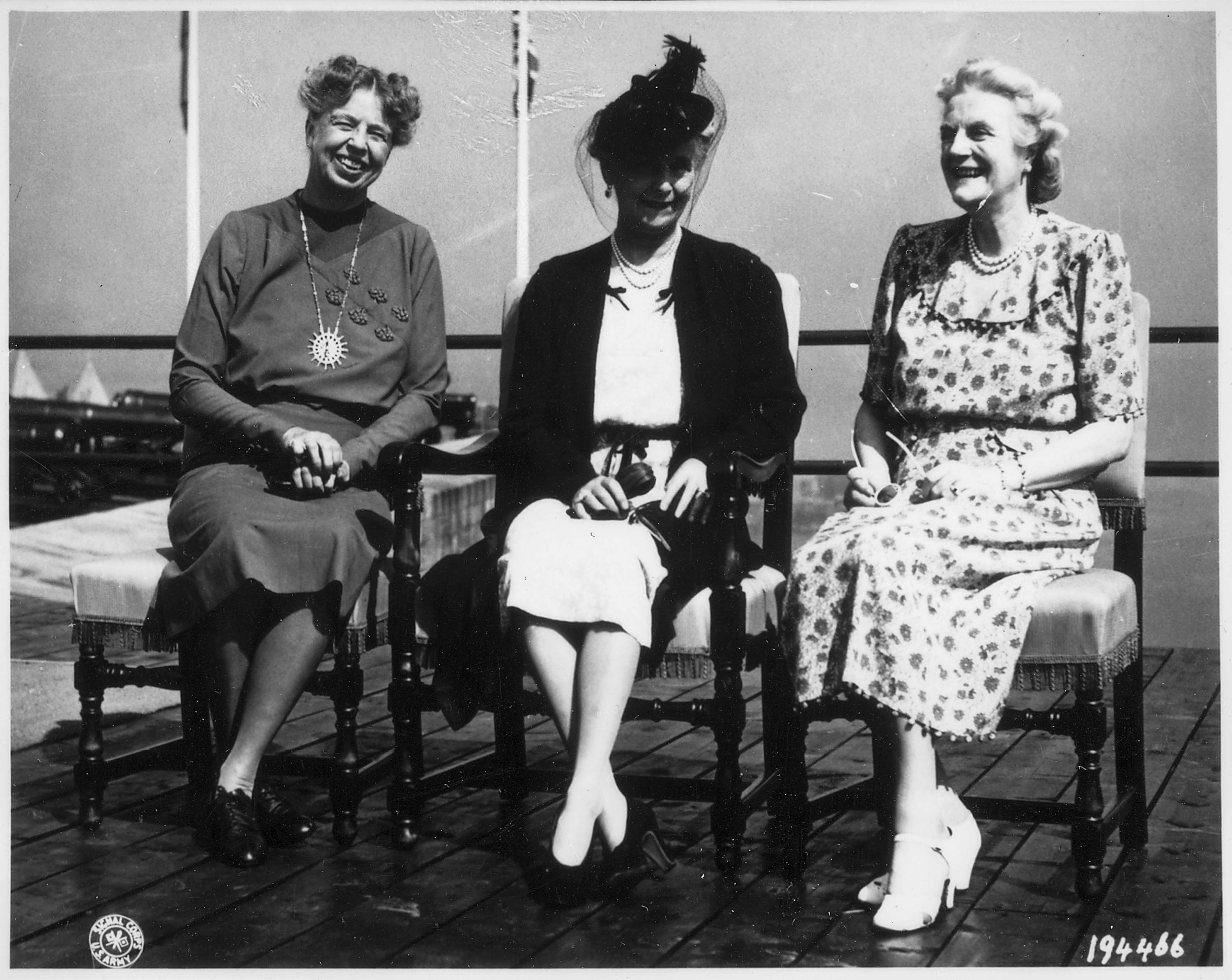
Eleanor Roosevelt, La principessa Alice e Clementine Churchill durante la conferenza.

La Seconda Conferenza di Québec  (nome in codice OCTAGON) fu una conferenza ad alto livello militare tenutasi nella città di Québec tra il 12 e il 16 settembre 1944 tra i governi inglese e statunitense. Fu la seconda conferenza tenuta nella città di Québec, essendo la prima stata tenuta nel mese di agosto del 1943. I rappresentanti dei due paesi furono Winston Churchill, Franklin D. Roosevelt e i rispettivi Capi di Stato Maggiore generale. Il Primo Ministro canadese William Lyon Mackenzie King fu l'ospite ma non partecipò agli incontri.
Furono stabiliti accordi sui seguenti temi:
- Le zone di occupazione alleata nella Germania sconfitta
- Il Piano Morgenthau per la smilitarizzazione della Germania
- La continuazione del piano di aiuti alla Gran Bretagna noto come Lend-Lease
- Il ruolo della Royal Navy nella guerra contro il Giappone.

Sulla base del memorandum di Hyde Park, furono pianificati i bombardamenti atomici sul Giappone.